# Suleiman Abdullahi
Suleiman Abdullahi, född 10 december 1996 i Kaduna, är en nigeriansk fotbollsspelare.

## Karriär
Abdullahi värvades till norska Viking Stavanger 2015. Där gjorde han sin debut mot Mjölndalen den 6 april 2015.
I juni 2016 värvades han till tyska Eintracht Braunschweig som då spelade i den tyska andradivisionen. I augusti 2018 lånades Abdullahi ut till bundesligalaget Union Berlin som sedan köpte loss honom i juni 2019. Väl i Union Berlin blev Abdullahi utlånad till Eintracht Braunschweig under 2020-2021. 
Abdullahi värvades till allsvenska IFK Göteborg i juli 2022.